# Inconstant Moon
„Inconstant Moon” este o povestire științifico-fantastică din 1971 scrisă de Larry Niven. Povestirea a apărut inițial în colecția de 14 povestiri All the Myriad Ways (Ballantine Books). „Inconstant Moon” a primit Premiul Hugo pentru cea mai bună povestire în 1972.
Inconstant Moon este și titlul unei colecții de povestiri din 1973 care conține povestirea titulară și povestirile: "Bordered in Black", "How the Heroes Die", "At the Bottom of a Hole", "One Face" și  "Death by Ecstasy".

## Prezentare
Stan, naratorul, observă că Luna este mai strălucitoare ca niciodată. Oamenii pe care îi întâlnește la începutul povestirii încep să laude frumusețea crescută a Lunii, dar le lipsește fondul științific pentru a înțelege cauza acesteia. Cu toate acestea, naratorul consideră că Soarele a devenit o novă, iar partea Pământului aflată în lumină ar fi fost deja distrusă, iar aceasta ar fi ultima noapte a vieții sale. El o sună apoi și o vizitează pe prietena sa Leslie, presupunând că nici ea nu știe ce se întâmplă,  dar ea își dă seama singură atunci când Jupiter strălucește cu întârziere; apoi cei doi se bucură de ultima lor noapte petrecută în oraș, înainte de a începe ploaia și vântul.
Mai târziu, Stan își dă seama că mai este o altă posibilitate. În cazul în care are dreptate, ei încep să caute proviziile adecvate și caută un refugiu față de dezastrele naturale care apar în apartamentul înalt al lui Leslie. A doua posibilitate se dovedește a fi cea corectă: Pământul a fost „lovit” doar de o enormă flacără solară - de departe cel mai grav dezastru din istoria omenirii, cei mai mulți (dacă nu chiar toți) oamenii din emisfera estică sunt considerați morți, dar oamenii din America au șansa de a supraviețui cataclismului. Apa de mare vaporizată duce la ploi torențiale, uragane și inundații. Povestea se încheie într-o dimineață cenușie acoperită de nori, în care apartamentul înalt al lui Leslie a devenit o insulă printre apele care au inundat totul, dar cu naratorul întrebându-se destul de optimist „dacă copiii noștri vor coloniza Europa, Asia sau Africa”. 

## Adaptări
În 1996, povestirea a fost adaptată într-un episod al serialului TV The Outer Limits de scenaristul Brad Wright.
Jo Walton a scris în 1997 o poezie scurtă, "The End of the World in Duxford", o "versiune neautorizată britanică"

## Legături externe
- en  Istoria publicării lucrării Inconstant Moon (povestire) la Internet Speculative Fiction Database
- en  Istoria publicării lucrării Inconstant Moon (colecții de povestiri) la Internet Speculative Fiction Database
- Release details at Fantastic Fiction
- Bordered In Black[nefuncțională – arhivă]
 free full text
- First part of the story Inconstant Moon

## Vezi și
- 1971 în științifico-fantastic
- 1973 în științifico-fantastic